# Finkenherd 2 (Quedlinburg)

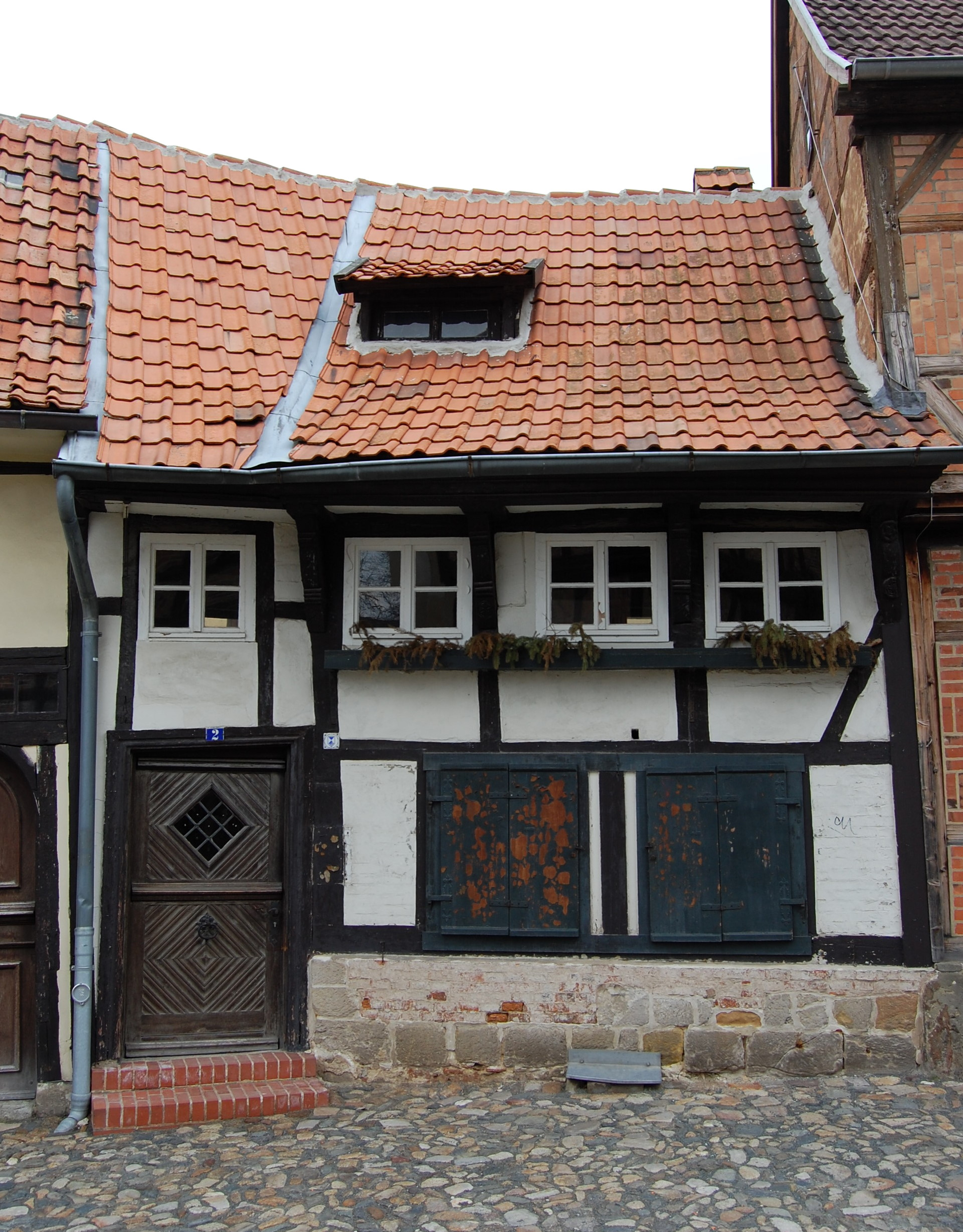
Haus Finkenherd 2, Westseite

Das Haus Finkenherd 2 ist ein denkmalgeschütztes Gebäude in der Stadt Quedlinburg in Sachsen-Anhalt und gehört zum UNESCO-Weltkulturerbe.

## Lage
Es befindet sich an der Nordseite des Quedlinburger Schlossbergs im Stadtteil Westendorf. Das Umfeld des Hauses gilt einer Sage nach als die Stelle, an der der Sachsenherzog Heinrich während des Vogelfangs davon Kenntnis erhielt, dass er zum deutschen König gewählt wurde. Nördlich des Gebäudes befindet sich das Haus Finkenherd 1, südlich grenzt das Gebäude Finkenherd 3. Im Verhältnis zum Finkenherd 1 knickt das Haus mit seinem südlichen Teil leicht nach Westen ab. Alle drei Gebäude der Häuserzeile stehen unter Denkmalschutz und sind im Quedlinburger Denkmalverzeichnis eingetragen.

## Architektur und Geschichte
Das niedrige zweigeschossige Fachwerkhaus entstand in der Zeit der Spätgotik um 1540, möglicherweise zeitgleich mit dem nördlich angrenzenden Finkenherd 1. Andere Angaben nennen die Zeit um 1520 bis 1540. anderen Angaben vermuten die Zeit um 1520 bis 1540. Das Gebäude ist von einem Satteldach bedeckt, wobei das Dach weit über das Obergeschoss vorkragt. Die ursprüngliche Dacheindeckung bestand aus Nonnenziegeln mit Kalkleisten. In der Zeit des Barock wurde das Dach erhöht. Das Dach entstand vermutlich im 18. Jahrhundert und ist als freitragendes Sparrendach mit Kehlbalkenlage ausgeführt. Die Sparren sind aus mit einem Beil bearbeiteten Nadelholz gefertigt. Der Dachraum ist unterhalb der Kehlbalken ausgebaut, der nicht ausgebaute Spitzboden kann durch eine Luke eingesehen werden. Zum Haus Finkenherd 3 hin besteht keine eigene Giebelwand. Auch das Dach weist den für das Gebäude markanten Knick auf. Drei Fachwerkgebinde bilden den Übergang zum Finkenherd 1. Die vier südlichen nach Westen versetzten Gebinde stellen in sich einen fast quadratischen Gebäudeteil dar.
Die Bügen des Fachwerks sind zum Teil mit Rosetten, die Kopfbänder mit Kerbschnittmotiven verziert. Die Westfassade mit ihrer Reihe aus kleinen Fenstern erfuhr vermutlich bauliche Änderungen. Zunächst dürften die dortigen Fachwerkständer vom Erdgeschoss bis zum Dach gereicht haben. Bei einer späteren Veränderung der Fenster und Türen im Erdgeschoss wurde jedoch das Fachwerk verändert. Die Ostfassade ist hingegen weitgehend unverändert, mit durchgehenden, miteinander durch Riegel verbundenen Ständern.
Das Haus steht auf einem hohen Sockel aus Sandstein und verfügt über einen Keller mit flacher Deckung. Im Inneren des Gebäudes befindet sich eine im Barock gebaute, an der Westseite verlaufende Treppe mit Brettbalustern, die zum Zwischengeschoss führt, welches eine Raumhöhe von lediglich 1,26 Metern aufweist.
Es sind Pläne des Gebäudes aus dem Jahr 1908 erhalten. Danach führte der Eingang in einen großen Vorraum, von dem man in die Küche gelangte. Im südlichen Gebäudebereich befand sich die Stube.
Der Malermeister Gustav Jentsch lebte zumindest 1928 im Gebäude. Überliefert ist der Einbau eines großen Ladenfensters. Der Umbau wurde von der Baupolizei als Verunstaltung angesehen und musste wieder zurückgebaut werden. Es wurde dann 1929 ein Verkaufsautomat für Schokolade in Form eines brütenden Huhns, nach längerer Auseinandersetzung, gestattet.
1984 erfolgte eine Instandsetzung des Hauses. Dabei wurden die stark verwitterten, aus Strohlehm bestehenden Gefachefüllungen erneuert. Einige Gefache waren bereits im 18. und 19. Jahrhundert mit verschieden geformten Ziegelsteinen ausgemauert. Gemeinsam mit dem Haus Finkenherd 1 diente das Haus dann zur Unterbringung von Verwaltungs- und Studienräumen der etwas weiter westlich gelegenen Lyonel-Feininger-Galerie.